# أولاد محمود (أحد بوموسى)
أولاد محمود هي إحدى مشيخات المملكة المغربية، تتبع جغرافيا لإقليم الفقيه بن صالح وإداريًا لأحد بوموسى. يقدر عدد سكانها بـ 9639 نسمة حسب الإحصاء الرسمي للسكان والسكنى لسنة 2004.